# Campionato asiatico 2005 (hockey su pista)
Il Campionato asiatico di hockey su pista 2005 è stata la decima edizione della massima competizione asiatica per le rappresentative di hockey su pista maschili maggiori e fu organizzata dalla CARS. La competizione si svolse dal 10 al 14 maggio 2004 ad Jeonju in Corea del Sud. 
La vittoria finale è andata alla nazionale di Macao che si è aggiudicata il torneo per la quinta volta nella sua storia.

## Formula
Il campionato asiatico 2005 vide la partecipazione di sei nazionali asiatiche. La manifestazione fu organizzata tramite un girone all'italiana con gare di sola andata; erano assegnati due punti per l'incontro vinto, un punto a testa per l'incontro pareggiato e zero la sconfitta. Al termine del torneo la squadra prima classificata venne proclamata campione d'Asia.

## Squadre partecipanti
| Squadra       | Partecipazioni precedenti al torneo                      |
| ------------- | -------------------------------------------------------- |
| Corea del Sud | 6 (1987, 1989, 1991, 1995, 1999, 2001)                   |
| Giappone      | 9 (1985, 1987, 1989, 1991, 1995, 1997, 1999, 2001, 2004) |
| India         | 9 (1985, 1987, 1989, 1991, 1995, 1997, 1999, 2001, 2004) |
| Macao         | 8 (1987, 1989, 1991, 1995, 1997, 1999, 2001, 2004)       |
| Pakistan      | 4 (1989, 1995, 1997, 1999)                               |
| Taipei cinese | 7 (1987, 1989, 1991, 1995, 1999, 2001, 2004)             |

Nota bene: nella sezione "partecipazioni precedenti al torneo" le date in grassetto indicano la squadra che ha vinto quell'edizione del torneo

## Svolgimento del torneo

### Classifica finale
| Pos | Squadra       | Pt | G | V | N | P | GF | GS | DG  |
| --- | ------------- | -- | - | - | - | - | -- | -- | --- |
| 1.  | Macao         | 10 | 5 | 5 | 0 | 0 | 87 | 14 | +73 |
| 2.  | Giappone      | 8  | 5 | 4 | 0 | 1 | 31 | 17 | +14 |
| 3.  | India         | 4  | 5 | 2 | 0 | 3 | 29 | 34 | -5  |
| 4.  | Taipei cinese | 4  | 5 | 2 | 0 | 3 | 34 | 47 | -13 |
| 5.  | Corea del Sud | 2  | 5 | 1 | 0 | 4 | 21 | 55 | -34 |
| 6.  | Pakistan      | 2  | 5 | 1 | 0 | 4 | 20 | 56 | -36 |